# 良渚街道
良渚街道（りょうしょかいどう）は、浙江省杭州市余杭区に属する街道弁事処。総面積は103.1平方キロメートル、総人口は32万6000人。当地周辺には新石器時代の遺跡である良渚遺跡があり、「良渚文化」の名のもととなった。

## 行政区画
新橋社区、万年橋社区、施家灣社区、銘雅社区、親々家園社区、棕櫚湾社区、三和社区、崇福社区、金家渡社区、管家塘社区、良渚文化村社区、易居城社区、良渚村、荀山村、石橋村、七賢橋村、杜甫村、安溪村、杜城村、謝村、長橋村、運河村、小洋壩村、行宮塘村、吳家厙村、東塘河村、勾莊村、西塘河村、南莊兜村、大陸村、東蓮村、良港村、纖石村、新港村、港南村。